# Jacek Gilewski
Jacek Gilewski, född 25 januari 1969, är en polsk bågskytt. Han deltog vid olympiska sommarspelen 1992.